# サンクンガーデン

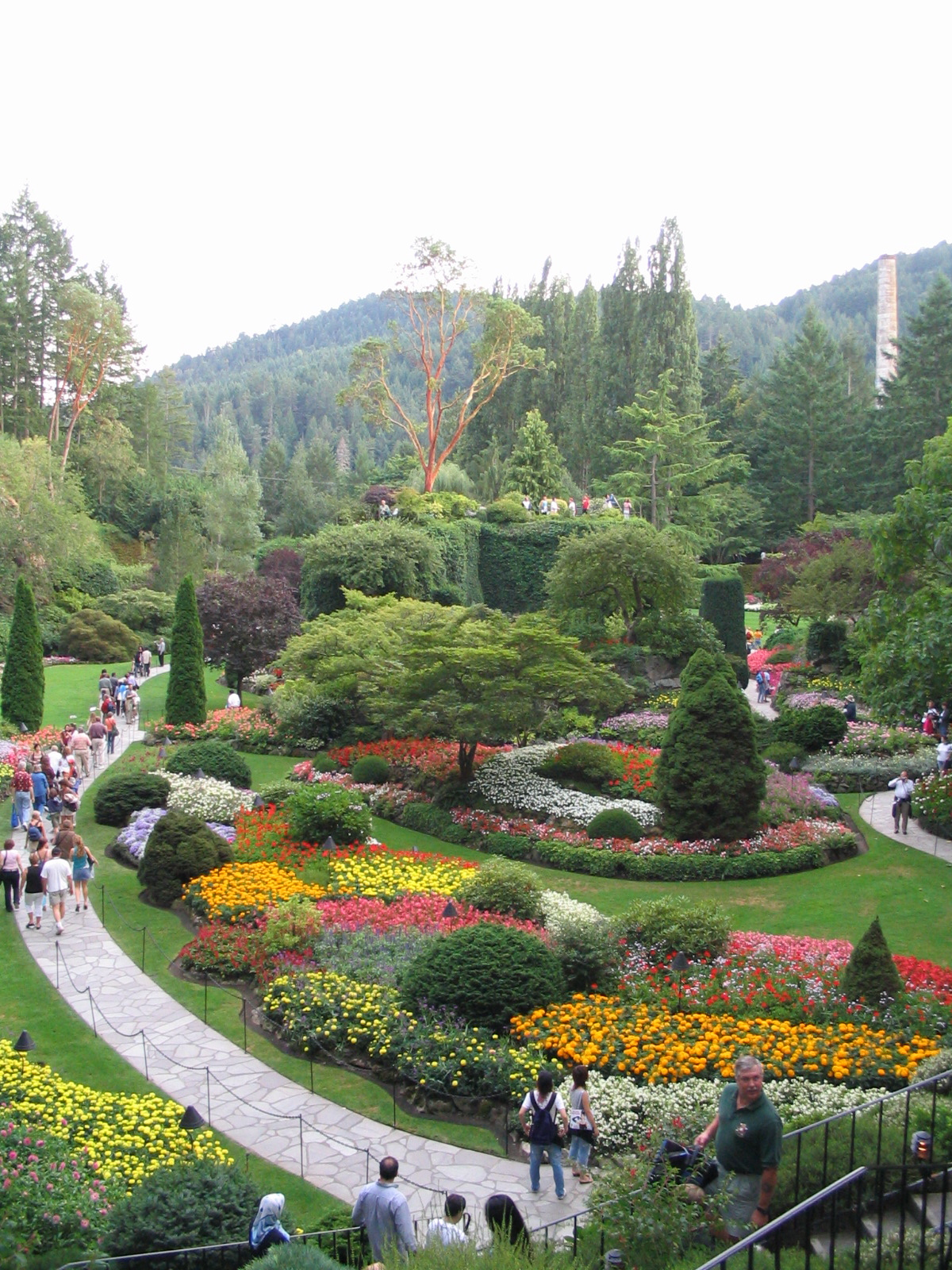
Jardín Hundido, en los Jardines Butchart

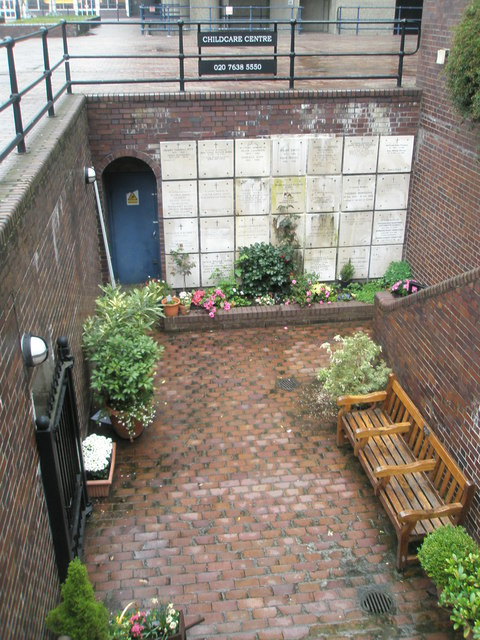
Sunken garden at St Giles Cripplegate Church Hall

サンクンガーデン（sunken garden）とは、公園などに造られる、周囲より一段低くなった広場や庭園のこと。日本語では「沈床園（ちんしょうえん）」と訳される。サンクンガーデン（sunken garden）は英語で、直訳すれば「沈んだ庭」を意味する。
都市部のオフィスビル、ホテル、商業施設などにある、半地下に造られた庭園状の空間もサンクンガーデンと呼ばれる。開放的な造りで、視覚的にも立体的に楽しめることから、人々が集う憩いの場所として、近年さかんに建築設計に取り込まれている。都市公園、学校など様々な用途で事例も多い。

## ギャラリー
- 栃木県中央公園内の沈床園
- 新宿イーストサイドスクエアのサンクンガーデン